# Massachusetts State House

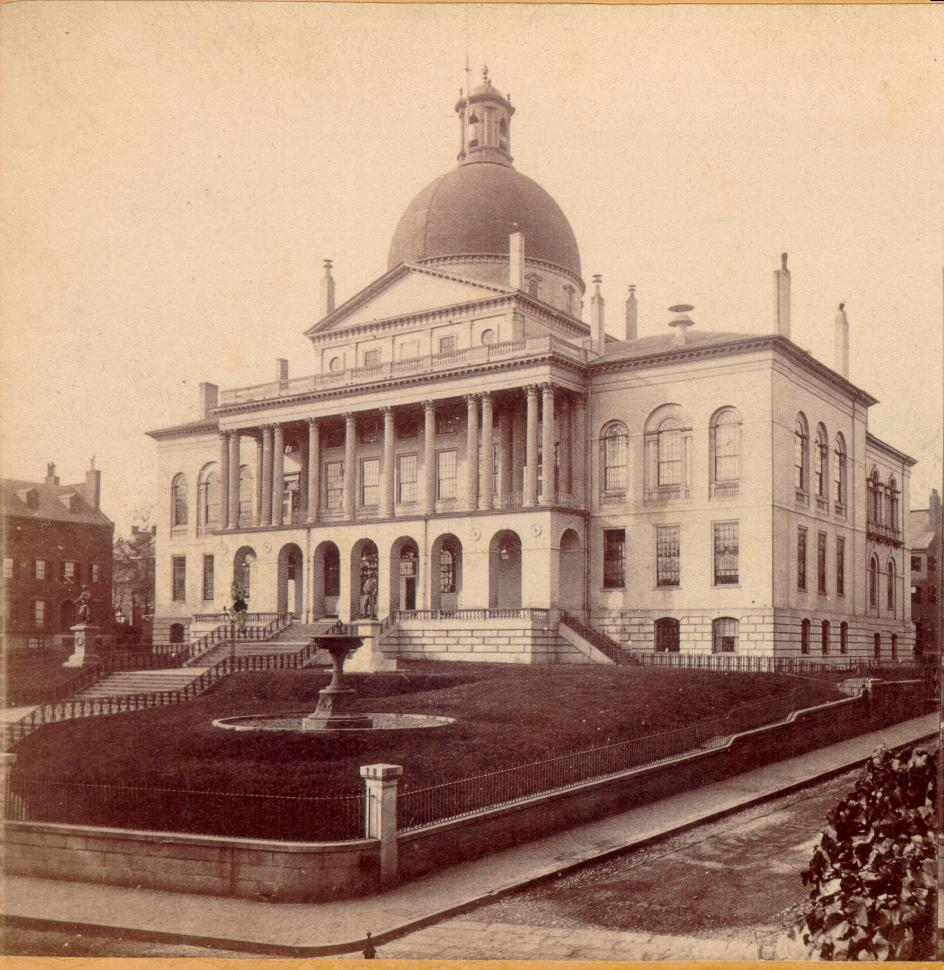
Stereoskopisches Bild des Massachusetts State House, ca. 1862, bevor die Seitenflügel hinzugefügt wurden

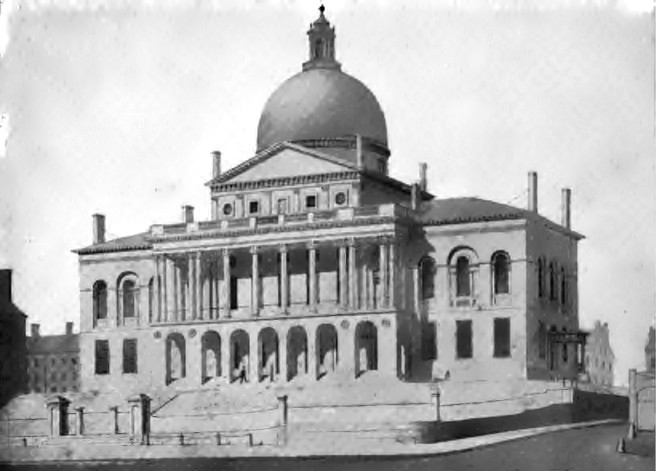
Zeichnung aus dem Jahr 1827 von Alexander Jackson Davis

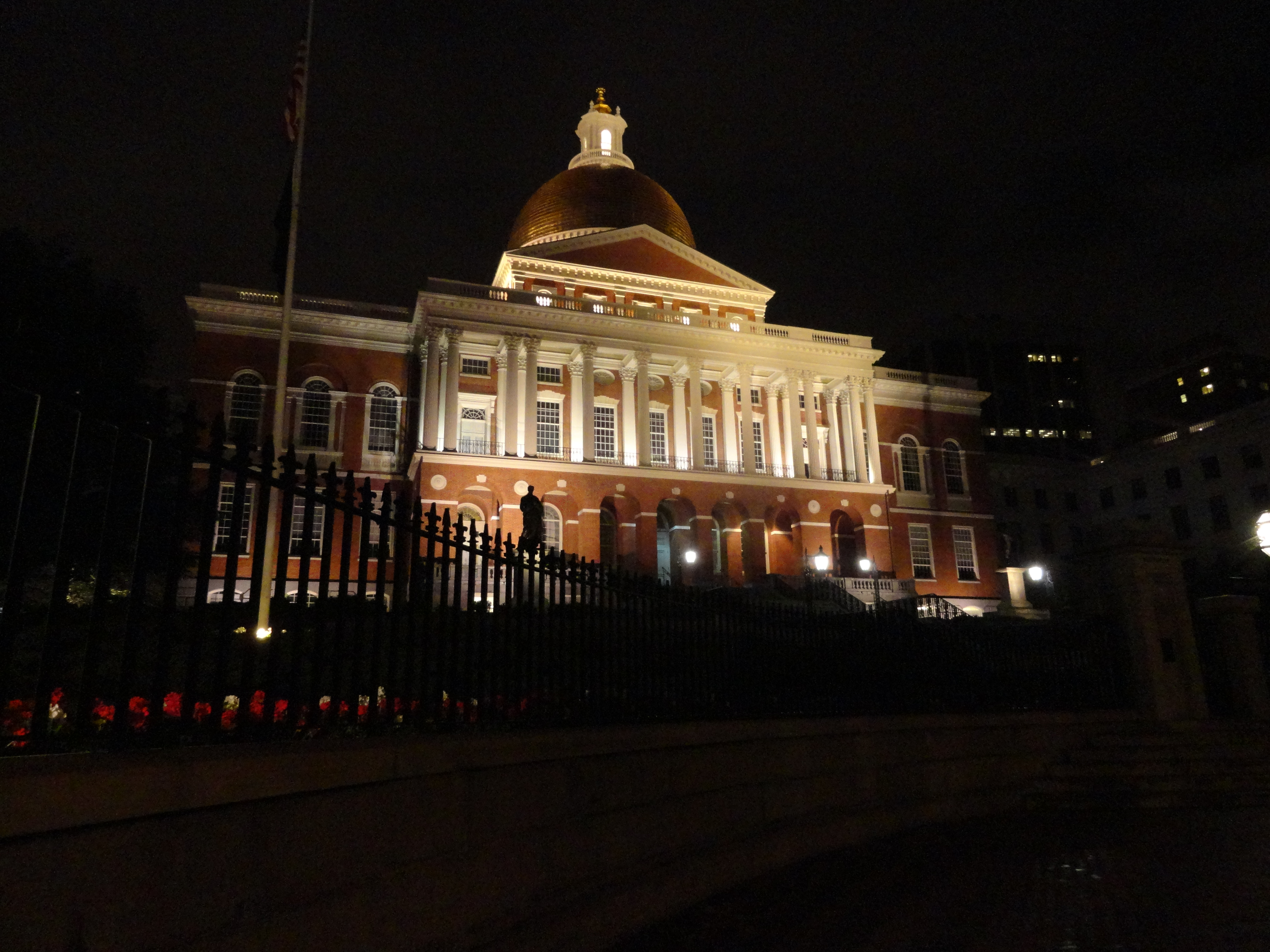
Das Gebäude bei Nacht

Das Massachusetts State House, auch Massachusetts Statehouse oder New State House, ist das State Capitol und der Regierungssitz des Commonwealth of Massachusetts. Es befindet sich im Stadtteil Beacon Hill in Boston im Bundesstaat Massachusetts in den Vereinigten Staaten. Das Gebäude beherbergt den Massachusetts General Court und die Büros des Gouverneurs von Massachusetts.

## Gebäude
Das State House befindet sich auf dem höchsten Punkt des Beacon Hill in Boston und ist Mittelpunkt eines 7,6 Acres bzw. 27.000 m² umfassenden Grundstücks, das früher dem ersten in Massachusetts gewählten Gouverneur John Hancock gehörte. Vor der Fertigstellung des heutigen State House im Jahr 1798 diente das Old State House in der Court Street als Regierungssitz.
Für das Design des Gebäudes ließ sich der Architekt Charles Bulfinch von zwei Gebäuden in London inspirieren: dem Somerset House von William Chambers und dem Pantheon von James Wyatt.
Eine große Erweiterung des ursprünglichen Gebäudes wurde 1895 fertiggestellt. Der Architekt dieses Anbaus war der Bostoner Charles Brigham. Im Jahr 1917 wurden der Ost- und der Westflügel vervollständigt, die beide von dem Architekturbüro Sturgis, Chapman & Andrews entworfen worden waren.

### Kuppel
Die ursprüngliche Kuppel bestand aus Holz und war undicht geworden. Daher wurde die gesamte Außenfläche der Kuppel im Jahr 1802 durch das Unternehmen von Paul Revere mit Kupfer überzogen. Revere war damals der erste Amerikaner, der in der Lage war, Kupfer kommerziell erfolgreich in Platten auszurollen.
Die Kuppel wurde zunächst grau und später hellgelb angestrichen und schließlich 1874 mit Blattgold vergoldet. Während des Zweiten Weltkriegs wurde sie erneut mit Farbe (je nach verwendeter Quelle war es Schwarz oder Grau) überstrichen, um Reflexionen während Stromausfällen zu vermeiden und die Stadt und das Gebäude vor Bombenangriffen zu schützen. Erst 1997 wurde die Kuppel erneut mit 23-karätigem Blattgold zu einem Preis von 300.000 US-Dollar vergoldet.
Auf der Spitze der Kuppel sitzt ein Kiefernzapfen, der sowohl die historische Bedeutung der Bostoner Holzindustrie während der frühen Kolonialzeit als auch den Bundesstaat Maine symbolisiert, der ein Distrikt des Commonwealth of Massachusetts war, als Bulfinch „seinen“ Gebäudeteil vollendete.

### Innere des Gebäudes
Im mit roten Ziegeln verkleideten Hauptteil des Gebäudes befinden sich am westlichen Ende die Büros des Gouverneurs und im Saal unterhalb der Kuppel, der früher vom Repräsentantenhaus von Massachusetts genutzt wurde, befindet sich der Sitzungssaal des Senats von Massachusetts. Das Repräsentantenhaus verwendet heute einen Raum an der Westseite des Brigham-Flügels als Sitzungssaal. An der Decke dieses Raums hängt der Heilige Kabeljau von Massachusetts – eine etwa 1,5 m lange, aus massiver Pinie herausgearbeitete Darstellung eines Kabeljaus, welche die überragende Bedeutung der Fischerei-Industrie für die frühe Wirtschaft in Massachusetts symbolisiert und dem Repräsentantenhaus 1784 von einem Bostoner Händler geschenkt wurde.
Die zweite Etage unter der Kuppel wird von Wandgemälden des Künstlers Edward Brodney verziert. Brodney hatte einen Wettbewerb um das erste Wandgemälde gewonnen, den die Works Progress Administration (WPA) 1936 ausgelobt hatte. Das Gemälde trägt den Titel Columbia Knighting Her World War Disabled. Brodney konnte es sich ebenso wie die WPA finanziell nicht leisten, Models zu engagieren, und so posierten Freunde und Familienmitglieder für seine Bilder. So stand für die Columbia seine Schwester Norma Brodney Cohen Modell, der im Vordergrund kniende Soldat war sein Bruder Fred Brodney. 1938 malte er ein zweites Wandgemälde unter der Kuppel mit dem Titel World War Mothers. Auch hier standen wieder vorwiegend Freunde und Verwandte Modell, unter anderem seine Schwester Norma und seine Mutter Sarah.

## Umgebung

### Statuen
Vor dem Gebäude befindet sich eine Statue, die den General Joseph Hooker auf einem Pferd darstellt. Weitere Statuen repräsentieren Daniel Webster, Horace Mann und den ehemaligen US-Präsidenten John F. Kennedy. Auf den Rasenflächen unterhalb der Ost- und Westflügel befinden sich Statuen von Anne Hutchinson und Mary Dyer.

### Besondere Zugänge
An der Vorderseite des Hauptgebäudes führt eine breite Treppe von der Beacon Street in die Doric Hall innerhalb des Gebäudes. Die großen Haupttüren in dieser Halle werden ausschließlich zu drei bestimmten Anlässen geöffnet:
1. Bei einem Besuch des amtierenden oder eines ehemaligen Präsidenten der Vereinigten Staaten.
2. Wenn der Gouverneur das Gebäude an seinem letzten Arbeitstag verlässt. Diese Tradition wird als „Long Walk“ bezeichnet und beginnt, wenn der Gouverneur allein aus seinem Büro tritt, herunter in die zweite Etage und von dort durch die Doric Hall aus den Haupttüren herausgeht. Von dort geht er die Treppenstufen hinunter, überquert die Straße und betritt den Boston Common, um sich symbolisch als privater Bürger mit den Einwohnern von Massachusetts wieder zu vereinen. In jüngerer Vergangenheit gab es in diesem Zusammenhang jedoch einige Brüche mit dem traditionellen Ablauf. So schritt Bill Weld am 29. Juli 1997 die Treppenstufen herunter und traf unten seinen Nachfolger Paul Cellucci. Vier Jahre später konnte Cellucci die Stufen nicht betreten, weil an der Frontseite des Gebäudes umfangreiche Renovierungsarbeiten durchgeführt wurden. Jane Swift entschied sich dazu, die Treppe gemeinsam mit ihrer Familie herunterzugehen, bevor sie in die Berkshire Mountains aufbrachen. Am 4. Januar 2007 leistete Deval Patrick auf seinen expliziten Wunsch hin auf der Treppe seinen Amtseid und hielt dort auch seine Einführungsrede, was seinen Vorgänger Mitt Romney dazu nötigte, den Long Walk bereits einen Tag vor seinem letzten Arbeitstag durchzuführen.[10]
3. Wenn eine Regimentsflagge aus einem Kampfeinsatz zurückgebracht wird. Da die Flaggen heutzutage allerdings nach Washington, D.C. zurückgebracht werden, wurde dies seit dem Vietnamkrieg nicht mehr durchgeführt.

## Rezeption

### Filme
In dem Spielfilm The Verdict – Die Wahrheit und nichts als die Wahrheit dient das Innere des State House sowohl als Kulisse für einen Gerichtssaal als auch für ein Krankenhaus. Darüber hinaus kommt das State House prominent im Film Departed – Unter Feinden als Symbol für die Strebsamkeit des Antagonisten Colin Sullivan vor.